# روبرت جي. توك
روبرت جي. توك هو سياسي أمريكي، ولد في 23 نوفمبر 1863 في مقاطعة هاليفاكس في الولايات المتحدة، وتوفي في 2 أكتوبر 1930 في ساوث بوسطن في الولايات المتحدة. نشط حزبياً في الحزب الديمقراطي. وقد انتخب عضو مجلس نواب فرجينيا ‏.